# Anne Golon
Anne Golon (ur. 17 grudnia 1921 w Tulonie, zm. 14 lipca 2017 w Wersalu) – francuska pisarka. Wraz z mężem Serge Golonem stworzyła cykl powieści o markizie Angelice.
Jej prawdziwe nazwisko Simone Changeux. Urodziła się w Tulonie we Francji. Jej ojciec był naukowcem i kapitanem francuskiej marynarki. Od wczesnego dzieciństwa przejawiała zainteresowanie malarstwem i literaturą. W wieku 18 lat opublikowała swoją pierwszą powieść, używając pseudonimu Joëlle Danterne. Podczas wojny wyjechała do Hiszpanii. Jakiś czas później rozpoczęła współpracę z czasopismem France Magazine. Jako dziennikarka wyjechała do Konga, gdzie poznała Wsiewołoda Siergiejewicza Gołubinowa czyli swojego przyszłego męża Serge’a Golona. Wraz z mężem opublikowali napisaną wspólnie powieść Markiza Angelika. Sukces tej powieści zachęcił ich do kontynuowania wspólnej pracy. W efekcie powstał liczący 13 tomów cykl powieści o pięknej markizie. W 1972 Anne i Serge wyjechali do Kanady. Wkrótce potem Serge zmarł. Mieli czworo dzieci.

## Cykl powieści „Angelika”[2]
- Markiza Angelika (tom: 1)
- Angelika: Droga do Wersalu (tom: 2)
- Angelika i król (tom: 3)
- Nieposkromiona Angelika (tom: 4)
- Bunt Angeliki (tom: 5)
- Angelika i jej miłość (tom: 6)
- Angelika i Nowy Świat (tom: 7)
- Pokusa Angeliki (tom: 8)
- Angelika i demony (tom: 9)
- Angelika i spisek cieni (tom: 10)
- Angelika w Quebecu (tom: 11)
- Angelika: Droga nadziei (tom: 12)
- Zwycięstwo Angeliki (tom: 13)

## Ekranizacje
Popularność cyklu powieści o markizie Angelice skłoniła francuskich filmowców do przeniesienia jej historii na ekran. W latach sześćdziesiątych XX wieku powstał cykl filmów z tą bohaterką, w których główną rolę grała Michèle Mercier. Na cykl składało się pięć filmów: Markiza Angelika, Piękna Angelika, Angelika i król, Angelika wśród piratów i Angelika i sułtan.